# Джон Дийкън
Джон Ричард Дийкън е британски музикант, най-младият член на рок групата „Куийн“.

## Биография
Джон Дийкън е роден на 19 август 1951 г. в Лестър, Англия.
През 60-те години свири в групите Opposition и Art, като едновременно с това е студент по електроника.
Към Queen се присъединява през февруари 1971 г. На обложката на дебютния ѝ албум името му е вписано като Дийкън Джон. Първата песен на Queen, чийто автор е Джон Дийкън, е Misfire от третия ѝ албум Sheer Heart Attack от 1974 г., в която освен на баскитара той свири и на акустична китара. Той е най-скромният, тих и незабележим член на групата, но приносът му за нейното развитие е огромен. Автор е на някои от най-големите хитове на Queen като You're My Best Friend, Spread Your Wings, Another One Bites The Dust и I Want To Break Free. Други, като Friends Will Be Friends, написва в съавторство с Фреди Меркюри.
В кариерата си на музикант Джон Дийкън издава само един самостоятелен сингъл – песента No Turning Back от 1986 г., със специално сформиран за целта състав – The Immortals.
След смъртта на Фреди Меркюри Джон Дийкън взима участие в концерта в негова памет през 1992 г., както и в някои от инцидентните събирания на останалите членове на Queen до края на 90-те години, след което окончателно се пенсионира.
Живее в югозападен Лондон със съпругата си Вероника Тецлаф, с която е женен от 1975 г. и от която има шест деца.